# ویلیام استیکنی
ویلیام استیکنی (انگلیسی: William Stickney; ۲۵ مهٔ ۱۸۷۹ – ۱۲ سپتامبر ۱۹۴۴) گلف‌باز اهل ایالات متحده آمریکا بود.